# Macquigny
Macquigny es una comuna francesa situada en el departamento de Aisne, de la región de Alta Francia.

## Geografía
Está ubicada a orillas del río Oise, a 24 al oeste de Vervins.

## Demografía
| 473 | 515 | 419 | 393 | 346 | 362 | 389 | 381 |
| Para los censos de 1962 a 1999 la población legal corresponde a la población sin duplicidades (Fuente: INSEE [Consultar]) |     |     |     |     |     |     |     |